# Двустишия Катона

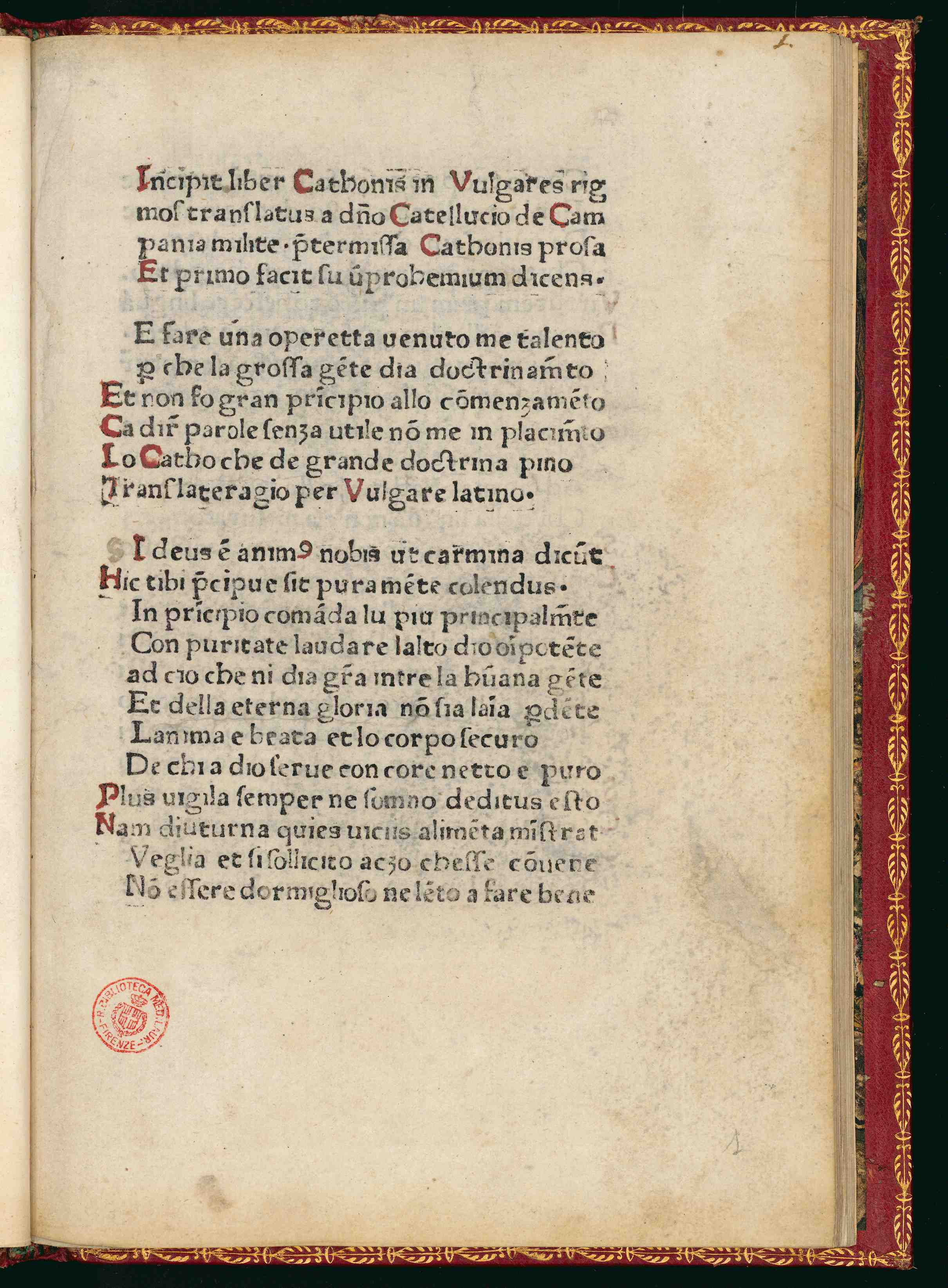
Incipit liber Cathonis in vulgares, 1475

Двустишия Като́на, или Ди́стихи Катона (лат. Disticha Catonis, Dicta Catonis) — сборник назидательных коротких стихов и прозаических афоризмов III или начала IV вв. н.э. Приписывается Дионисию Катону (лат. Dionysius Cato). Двустишия Катона — одно из наиболее распространённых в Средние века, в эпоху Ренессанса и в Новое время (вплоть до XVIII века) пособий для изучения латыни.

## Авторство
В Средние века «Двустишия Катона» считались трудом Катона Старшего, который почитался как ведущий носитель и пропагандист морально-этических ценностей Античности. В XVI веке сборник был впервые приписан Дионисию Катону, также известному как Катоник (Catunculus), на основании одной рукописи, описанной Скалигером (эта рукопись не сохранилась).

## Построение и содержание
Сборник состоит из небольшого прозаического введения, 57 коротких поговорок (breves sententiae) и около 150 двустиший (гекзаметром), распределённых по четырём главам («книгам»). Изречения и стихи пропагандируют житейскую мудрость и основные нравственные ориентиры человеческого поведения, такие как скромность, умеренность, терпение, смирение, трудолюбие, немногословие и пр. Примеры двустиший (русский перевод «Федра, Августова отпущенника», 1764):
| №       | лат. оригинал                                                                                | рус. перевод                                                                               |
| ------- | -------------------------------------------------------------------------------------------- | ------------------------------------------------------------------------------------------ |
| I, 10   | Contra verbosos noli contendere verbis: sermo datur cunctis, animi sapientia paucis.         | С вралями слов не трать, коль их по ветру веют; Речь все, а свет ума не многие имеют.      |
| II, 14  | Forti animo esto libens, cum sis damnatus inique: nemo diu gaudet, qui judice vincit iniquo. | Не унывай чрез суд обиженный неправый; Неправдою живет не долго шпынь лукавый.             |
| III, 4  | Sermones blandos blaesosque cavere memento: simplicitas veri fama est, fraus ficta loquendi. | Блюдися мягких слов и кои слаще меда; Знак правды простота, притворна ж льсти беседа.      |
| III, 18 | Multa legas facito, perlectis perlege multa, nam miranda canunt, sed non credenda poetae.    | Чти много, и марай, чтя, много ж равномерно; Хоть дивно, но не всё в стихах есть имоверно. |

Популярными также были (однострочные) сентенции Катона, среди которых
1. Ambula cum bonis (общайся с хорошими людьми)
2. Cognatos cole (заботься о родных)
3. Conjugem ama (люби супруга/супругу)
4. Diligentiam adhibe (прилагай усердие)
5. Esto animo forti (будь твёрд в душе)
6. Existimationem retine (дорожи добрым именем)
7. Jusjurandum serva (храни верность клятве)
8. Liberos erudi (занимайся образованием детей)
9. Libros lege (читай книги)
10. Litteras disce (учись наукам)
11. Mundus esto (будь чистым/мирным[1])
12. Quod nimium est, fugito (избегай чрезмерного)
13. Saluta libenter (приветствуй с охотой)
14. Verecundiam serva (сохраняй скромность)

## Рукописи и издания
Двустишия сохранились в двух основных рукописях. Первое печатное издание двустиший (с комментариями) вышло в типографии Антона Зорга в Аугсбурге в 1475 году. В XVI веке сборник выходил под редакцией Эразма Роттердамского (Лёвен, 1517) и Скалигера (Лейден, 1598). Сборник неоднократно переиздавался вплоть до XIX века. Критическое издание сборника (ныне считающееся нормативным) выполнил Маркус Боас (Амстердам, 1952).

## Рецепция
«Двустишия Катона» (в старинных источниках просто «Катона») ценились не только как удобное пособие по изучению латинского языка, но и как нравственный ориентир для студентов. Сборник был переведён на многие языки (в том числе, на немецкий в XIII в., норвежский — в XIII в., на датский — в XVII в., на русский — в XVIII в.). Влияние «Двустиший Катона» ощутимо в средневековой литературе, в которой можно встретить прямые цитаты и парафразы «Катона». Например, его упоминает Джеффри Чосер:
Кентерберийские рассказы:

Не допустить старался он врага

К жене своей. Простак не знал Катона,

Который написал во время оно:

«Жениться следует ровне с ровней,

И однолеткам в паре быть одной».

Бенджамин Франклин, вероятно, учился латыни по этому сборнику в бостонской Латинской школе. Он цитировал Катона в своём «Альманахе Бедного Ричарда» и приложил немало сил, чтобы опубликовать сборник в английском переводе Джеймса Логана (James Logan; под заголовком «Moral Distichs Englished in Couplets», книга издана в 1735 г.).